# Текстильная промышленность России
Текстильная промышленность России — отрасль народного хозяйства по производству пряжи и нитей, тканей и изделий из них на основе волокна растительного, животного и искусственного происхождения.

## От Древней Руси до Петра
До XVIII века основным сырьём текстильной промышленности России были шерсть и лён.
А основной формой производства — кустарные мастерские и надомные промыслы.
В первой четверти XVIII века, с началом петровских реформ в России было построено 14 мануфактур. Солдатское сукно и парусина составляло 95 % производства этих мануфактур. Основная рабочая сила — крепостные крестьяне. Пётр I приглашал иностранных специалистов для формирования текстильных фабрик. Производство ситца началось уже во второй половине XVIII века, во время правления императрицы Елизаветы Петровны. Первые фабрики принадлежали иностранцам. В 1753 году англичане Ричард Козенс и Вильям Чемберлен подали прошение и получили монопольное право на открытие фабрики в Красном Селе около Санкт-Петербурга. Помимо этого, им было предоставлено право беспошлинной торговли и ввоза оборудования и инструментов. Уже к 1762 году фабрика выпускала 1,36 млн аршин выбоек, ситца и узорчатых материй. В 1762 году Екатерина II выпустила указ, согласно которому Козенс и Чемберлен потеряли монопольное право, и открывать ситценабивные фабрики мог любой промышленник. Вторая фабрика была открыта бывшим сотрудником красносельской фабрики, датчанином Христианом Лиманом в Шлиссельбурге. В партнёры он взял гофмаклера Двора Иоганном Каспаром Сирициусом. Предприятия Лимана и Козенса были укомплектованы в соответствии с нормами того времени: были механизированы прокатка тканей, аппретура и белильный процесс. Нанесение узора на ткань оставалось ручным. В 1780 году фабрика Козенса была закрыта. В 1812 году фабрика Лимана была продана швейцарскому подданному Михаэлю Веберу. Красносельская и шлиссельбургская фабрика стали стартовой площадкой для многих будущих предпринимателей. В частности, бывший сотрудник фабрики Лимана, Осип Степанович Соков, в 1787 году организовал ситценабивное производство в Ивановской губернии.
При этом кустарное производство по-прежнему доминировало. Его объём в 4 раза превышал объём мануфактур: 7,5 млн аршин против 2 млн.

## XIX—XX века
XIX век — это время постепенного перехода к фабричному производству. В начале XIX века центром производства ситца стала Московская губерния. В 1817—1818 годах появились цилиндровые машины, что дало мощный импульс для развития отрасли. Одна такая машина, впервые примененная в Англии, заменяла труд 500 человек. Уже к 1830 году в России насчитывалось 27 фабрик, укомплектованных подобным оборудованием.
Первой московской фабрикой, усовершенствованной цилиндровой машиной, стала фабрика купца 1 гильдии Михаила Титова. Для производства качественной продукции Титов пригласил на работу известного европейского колориста Шварца, назначив ему годовое жалованье в 30 тысяч рублей, колоссальную сумму по тем временам. Родной город Шварца, Эльзас, был одним из крупных текстильных центров. По образцу тех предприятий была организована фабрика Титова: на производстве были организованы первые в городе белильня и красильня. Фабрика производила кисею, ситцы и платки. Фабрика просуществовала до 1852 года.
В 1847 году в Москве уроженец Эльзаса купец 2 гильдии Альберт Гюбнер основал фабрику, оснащённую в соответствии с техническими новшествами того времени. При производстве была открыта граверная мастерская, функционировала школа рисования и школа для рабочих. Мощность предприятия составляла 10 машин. Ежегодный объём производства — до 240 тысяч кусков ситца на сумму более 800 тысяч рублей. На фабрике работали иностранцы — колорист Сиферлен, граверы Батч и Гуликсон. Продукция ситценабивной фабрики Гюбнера продавалась не только в Российской Империи, но и активно экспортировалась. На Всемирной выставке 1886 в Антверпене фирма получила золотые медали. Продукция фабрики обширно представлена в Государственном историческом музее.
Другим крупным производством ситца была фабрика Эмиля Цинделя. Изначально она была основана швейцарцем Бухером в Кожевниках в 1823 году. Позже, в 1825 году, фабрика перешла к другому уроженцу Швейцарии Фрауенфельдеру. На фабрику был приглашён колорист с мировым именем, Георг Штейнбах. Изделия фабрика были высокого качества и пользовались спросом далеко за пределами Российской Империи. Изделия фабрики хорошо представлены в коллекции Государственного Исторического Музея: обивочные кретоны — плотные узорные ткани, батисты, декорированные изящными рисунками. После революции фабрика были национализирована и переименована в Первую ситценабивную фабрику.
Первыми были хлопчатобумажные предприятия Ивановской области. Именно благодаря использованию машин ивановские ситцы ещё в XIX веке завоевали российский рынок.
В отличие от помещичьих шерстяных мануфактур, хлопчатобумажные фабрики использовали преимущественно наёмный труд.
В XIX веке шерстяные предприятия начали переориентироваться с военного заказа на внутренний спрос и наладили выпуск тонкорунного сукна.

С середины XIX века в текстильной отрасли началась промышленная революция: ручные станки заменялись на машины. В 1900 году доля машин составляла 49 %. Промышленная революция была завершена только в 1912, когда доля станков увеличилась до 82 %.
В 1913 году доля текстильной отрасли в промышленном производстве составила 20,5 %
Самые известные фабрики того времени:
1. Фабрика Морозова г. Орехово-Зуево (Никольская мануфактура)
2. Мануфактура Прохорова (Трёхгорная мануфактура) г. Москва
3. Ярославская Большая мануфактура, ЯБМ (позднее «Красный Перекоп»)
4. Товарищество мануфактур Н. Н. Коншина г. Серпухов
5. Товарищество «Эмиль Циндель» (c 1918 «Первая ситценабивная фабрика»)
6. Куваевская ситценабивная мануфактура, г. Иваново-Вознесенск
7. Товарищество Гарелин Иван с сыновьями, г. Иваново-Вознесенск
8. Товарищество мануфактур Ивана Коновалова с сыном, с. Бонячки Костромской губернии
9. Товарищество мануфактур "Анна Красильщикова с сыновьями", с. Родники Костромской губернии
10. Кренгольмская мануфактура г. Нарва, Эстония
11. Ликинская мануфактура А. В. Смирнова (г. Ликино-Дулёво Орехово-Зуевского района Московской области)

## Советские годы
Первая мировая и гражданские войны привели к существенному спаду в отрасли. Объём производства 1913 года был восстановлен только в 1932 году.

Из-за сокращения поголовья овец в 1,5 раза импорт шерсти до 1932 года составлял более 53 %.
Великая Отечественная война нанесла серьёзный ущерб текстильной промышленности. Восстановить довоенный объём удалось только к концу 1940-х.
1. 1970 гг. — это пик развития текстильной промышленности. На фабриках трудятся более 3 млн человек, доля в промышленном производстве — более 16 %
2. С 1970-х активно развивается производство синтетических волокон: ацетатный шёлк, лавсан, нитрон.
3. С 1965 по 1986 гг. СССР занимает 1 место по производству шерсти — 21 % мирового.
4. С 1980-х начало застоя в текстильной промышленности. Доля её продукции к 1990 году в объёме ВВП составляет 8 %[5]

Некоторые известные фабрики:
1. Родники-Текстиль (бывший комбинат «Большевик», 15 тыс. рабочих)
2. Самойловский ХБК
3. Чебоксарский текстиль «Четекс»
4. Ивановский меланжевый комбинат
5. Ивановский камвольный комбинат
6. Барнаульский меланжевый комбинат
7. Комбинат шёлковых тканей (КШТ, ныне «Чайковский текстиль», Пермский край)
8. Канский хлопчатобумажный комбинат (Красноярский край)
9. Новосибирский хлопчатобумажный комбинат
10. Камышинский хлопчатобумажный комбинат — во времена существовани являлся крупнейшим хлопчатобумажным комбинатом в Европе[7]
11. Кемеровский комбинат шёлковых тканей (Ортон)
12. Айпан
13. Монинский камвольный комбинат

## Постсоветская Россия
1990—1998 годы — катастрофический спад в текстильной промышленности. Объём производства по разным видам продукции уменьшился в 4-5 раз.
2/3 оборудования требовали замены, более половины предприятий убыточны. Россию заполонил импорт. По состоянию на 1995 г. его доля равнялась 56 %.
Доля текстильной продукции в ВВП сократилась до 1,8 % по состоянию на 1995 год.
В связи с кризисом текстильная промышленность консолидировалась.

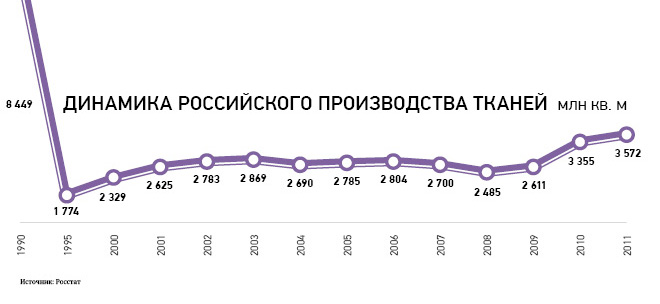
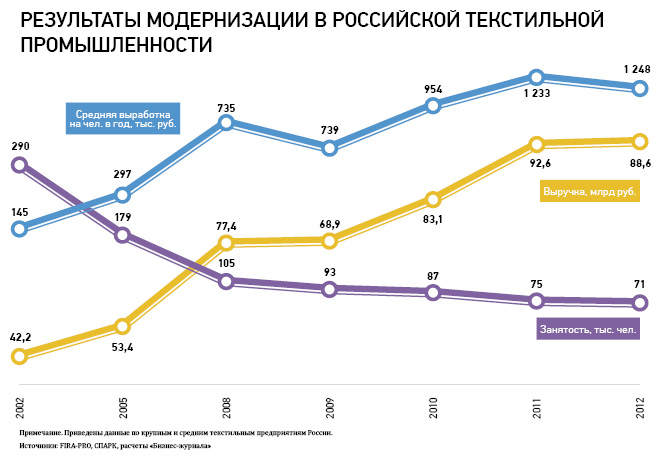